# ラテ・アート

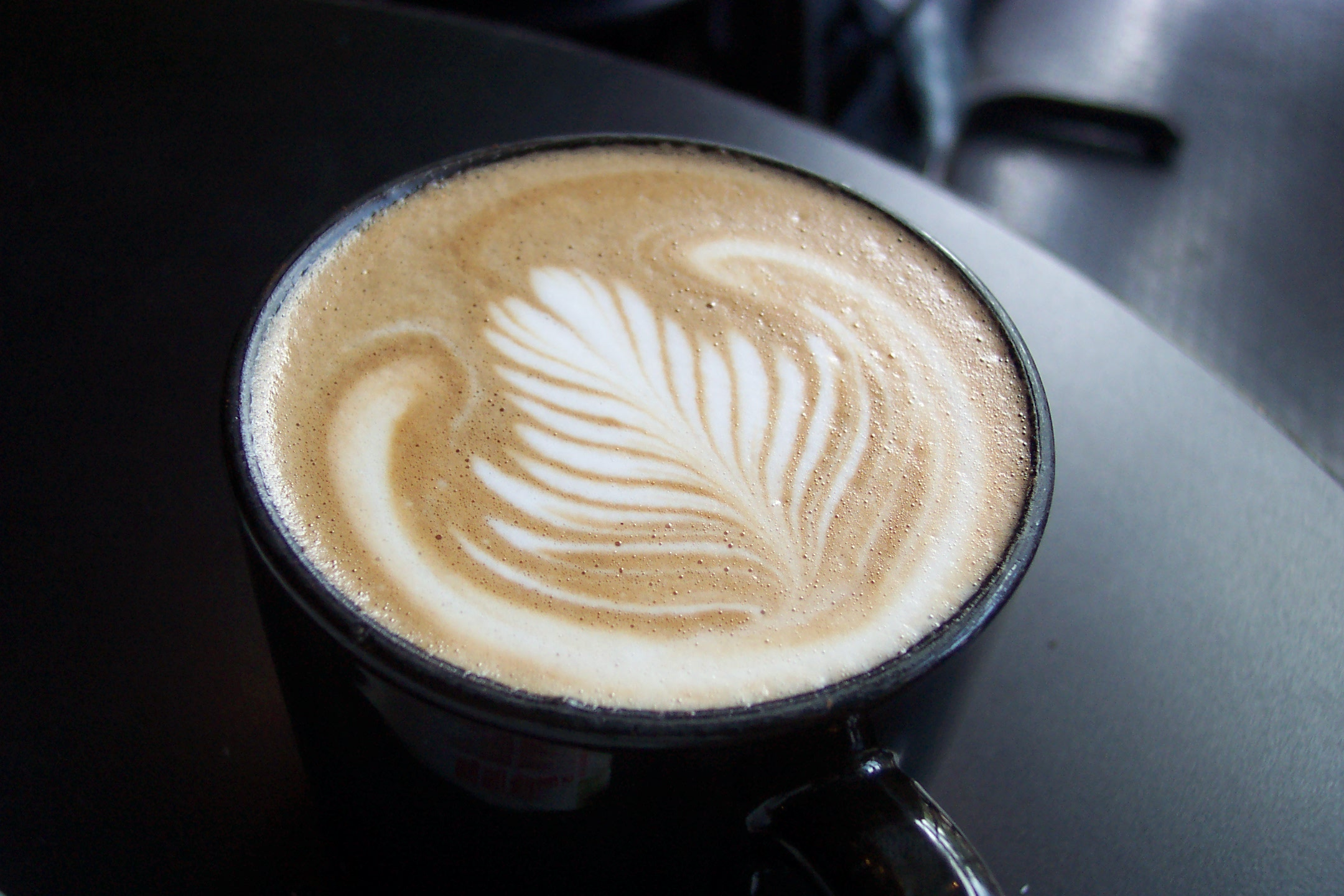
ラテ・アートの一例（リーフ）。アメリカ合衆国マサチューセッツ州ケンブリッジ。

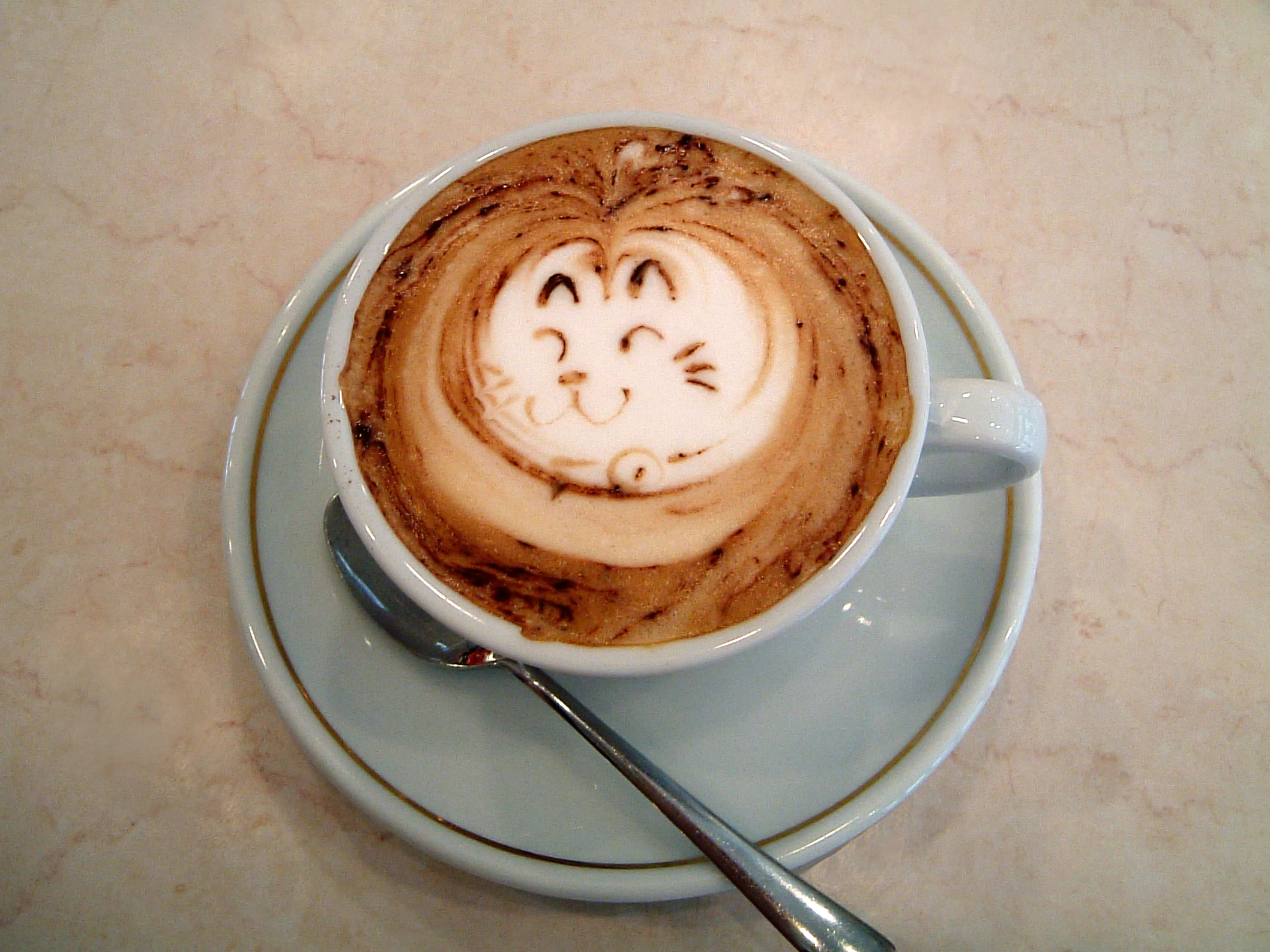
デザインカプチーノの一例。ネコの目や耳などが針で描かれている

ラテ・アート（latte art）またはコーヒー・アートは、伝統的にはバリスタがエスプレッソとフォームミルクを組み合わせてアートを描いたもの。
こうしたデザインは通常2種類の方法で作られ、時にそれらの組み合わせが用いられる場合もある。
第1の方法は、ミルクジャグを用いてエスプレッソにフォームミルクを注ぎ込み、絵柄を描き入れるもの。
第2の方法は、ハートなどの柄の形に抜かれた型(テンプレート)を用いてココアやシナモンをふるい入れ、図柄を転写するものである。
他にも液体チョコレートを用いて図柄を描くもの、コーヒーではなく抹茶ラテに絵を施すものなどラテ・アートの手法や種類は多岐にわたる。

## 大会
2025年現在、世界中でラテ・アートの技巧を競う大会が開催されている。ラテ・アートの大会やバリスタ達の討議において、ラテ・アートの専門家達にはいかに目を引くアートを用いて飲み物を完成させるかを考慮する前に、エスプレッソやフォームミルクの、品質を第一に考えることが奨励されている。